# Station Gifhorn
Station Gifhorn (Bahnhof Gifhorn) is een spoorwegstation in de Duitse plaats Gifhorn, in de deelstaat Nedersaksen. Het station ligt aan de doorgaande spoorlijn Berlijn - Lehrte, daarnaast takken hier de spoorlijnen naar Braunschweig en Wieren.
Het station lag bij de opening ongeveer vier kilometer buiten Gifhorn, omdat dit voor de spoorlijn de kortste route was. Het stationsgebouw lag aan de kant van Isenbüttel (ten zuiden van de sporen). Bij de opening in 1871 heette het station Gifhorn, in 1889 werd het hernoemd naar Gifhorn-Isenbüttel om verwarringen met station Gifhorn Stadt te voorkomen. Omdat er nog steeds verwarringen optraden heette het station vanaf 1892 Isenbüttel. In opdracht van de regeringspresident werd de naam vanaf 1913 Iselbüttel-Gifhorn. Doordat Gifhorn steeds verder uitbreidde kwam het station uiteindelijk aan de rand van de stad te liggen. Het voormalige stationsgebouw werd in 1988 vervangen door een nieuw gebouw aan de kant van Gifhorn (noordzijde). Gelijktijdig werd het station voor de laatste maal hernoemd naar Gifhorn.
In station Isenbüttel-Gifhorn veroorzaakte een  goederentrein op 22 februari 1941 een van de zwaarste spoorwegongevallen van Duitsland. De goederentrein had een rood sein over het hoofd gezien en reed met volle snelheid op een vertrekkende reizigerstrein. Er kwamen 122 mensen, de meeste waren Belgische gevangenen, om het leven, daarnaast raakten er 80 mensen zwaar gewond.

## Indeling
Het station beschikt over twee eilandperrons en één zijperron, die deels zijn overkapt. De perrons zijn met elkaar verbonden via een voetgangerstunnel, voorzien van liften, die ook de straten Am Bahnhof-Süd en Hallsberg-Platz verbindt. Aan beide zijde van het station bevinden zich parkeerterreinen en fietsenstallingen. Aan de noordzijde bevinden zich een taxistandplaats en een bushalte, ook is er hier een ServiceCenter van metronom en enno.

## Verbindingen
De volgende treinseries doen het station Gifhorn aan:
| Serie | Treinsoort              | Route                                           | Bijzonderheden             |
| ----- | ----------------------- | ----------------------------------------------- | -------------------------- |
| RE 30 | Regional-Express (enno) | Hannover Hbf – Lehrte – Gifhorn – Wolfsburg Hbf |                            |
| RB 47 | Regionalbahn (Erixx)    | Braunschweig Hbf – Gifhorn – Wittingen – Uelzen | Rijdt eenmaal per twee uur |